# معامل لاندي
معامل لاندي أو معامل مغناطيسي دوراني في الفيزياء الذرية (بالإنجليزية: Landé g-Faktor أو gyromagnetic factor) يعطي مقدار تأثير العزم المغزلي لجسيم (إلكترون) على طاقته بالنسبة لتأثير الزخم الزاوي لمداره عليها، وذلك عند تواجد الجسيم في مجال مغناطيسي خارجي.
يساهم عزم الدوران {\displaystyle {\vec {L}}} لجسيم نقطي مشحون موجود في مجال مغناطيسي شدته
{\displaystyle {\vec {B}}} في طاقته بالمقدار:
{\displaystyle \mu \,{\frac {\vec {L}}{\hbar }}\cdot {\vec {B}}}
حيث:
{\displaystyle \hbar } ثابت بلانك المخفض
و: {\displaystyle \mu ={\frac {q\,\hbar }{2\,m}}}
مغنطون الجسيم ذو كتلة {\displaystyle m} وشحنته {\displaystyle q\,.} ومقدار المغنطون للإلكترون يسمى مغنطون بور نسبة للعالم الفيزيائي نيلز بور.
ويبلغ مغنطون البروتون أصغر بكثير بسبب كتلته الأكبر (نحو 1840 كتلة إلكترون)، ويتعلق المغنطون النووي ب مغنطون البروتون.
ومساهمة معامل لاندي في طاقة الإلكترون الموجود في مجال مغناطيسي وله عزم مغزلي S كالآتي:
{\displaystyle g\,\mu \,{\frac {\vec {S}}{\hbar }}\cdot {\vec {B}}\,.}

## النظرية والتجربة
بالنسبة إلى وصف معادلة شرودنجر للإلكترون فهي لا تتنبأ بالعزم المغزلي له، ولكن يمكن عن طريق ربطها بمعادلة باولي تعيين خصائص حركة الإلكترون بما فيها العزم المغزلي. وفي تلك المعاملة الرياضية - التي لا تأخذ تأثيرات النظرية النسبية في الحسبان - يتضح أن معامل المغناطيسية الدورانية giromagnetic factor يمكن الحصول علية بقيم مختلفة فهي لا تفيدنا في تلك الحالة. ولكن وصف الإلكترون عن طريق معادلة ديراك - وهي تربط بين ميكانيكا الكم والنظرية النسبية الخاصة - فهي تتنبأ لجسيم من الفرميونات ذو عزم مغزلي 1/2 بأن يكون معامل المغناطيسية الدورانية له مساويا {\displaystyle g=2}.
وكانت أول تجارب تقوم بقياس معامل المغناطيسية الدورانية للإلكترون وتمكنت من تعيين المعامل بالتقريب
{\displaystyle g=2\,.}. ولكن التجارب التي أجريت بدقة أكبر بعد ذلك بينت أن معامل لاندي يختلف قليلا عن نتيجة ديراك {\displaystyle g=2\,.}. وسمي الاختلاف بين القياسات والحساب النظري {\displaystyle {\frac {g-2}{2}}} بأنه «عزم مغناطيسي شاذ». كما تُسمى التجارب التي تـُجرى بغرض تحديده بالضبط هي الأخرى تجارب (g-2).
ومعادلة ديراك لا تأخذ إمكانية إنتاج إلكترون-بوزيترون من فوتون ولا إفنائهما وتولد فوتونين في الحسبان. ولكن ديناميكا كهرتحريك الكم هي التي أمكنها ذلك، ففيها يصحح اقتران الإلكترون بالمجال المغناطيسي. وهذا التصحيح هو الذي يُنتج المقدار الصحيح لمعامل لاندي، وهي تقدره للإلكترون (وهو تقدير نظري) بالمقدار:
{\displaystyle g_{\text{Electron, theoretical}}=2{,}002\,319\,304\,8(8)\,,}
في حين تنتج التجربة قيمتة ب:
{\displaystyle g_{\text{Electron, messured}}=2{,}002\,319\,304\,362\,2(22)}
وتلك هي أقرب توافق بين للقيمة المعينة عمليا والقيمة المحسوبة نظريا. وقد ساعد هذا الحساب الدقيق لمعامل لاندي على التطبيق النظري لحساب خصائص الميون وهي تتمشى مع نظرية النموذج العياري للجسيمات الأولية.
وأما الجسيمات الأولية المركبة (مثل البروتون والنيوترون، فهما مركبان من كواركات)، ويتسم كل منها بمعامل لاندي آخر،
- {\displaystyle g_{\text{Proton}}=5{,}585\,694\,713(46)}
- {\displaystyle g_{\text{Neutron}}=-3{,}826\,085\,45(90)}

وبالنسبة إلى المعامل الخاص بالنيوترون فإنه يعتمد بشدة على طاقة ارتباط العزم المغزلي بالمجال المغناطيسي Spin-Magnetic field-Energy في النيوترون بالمقارنة بقوة ارتباط طاقة العزم المداري بالمجال المغناطيسي للبروتون، ذلك لأن النيوترون غير مشحون وهو بذلك ليست له طاقة ارتباط بين العزم المداري والمجال المغناطيسي.
معاملات المغناطيسية الدورانية g-factors للبروتون والنيوترون لم يمكن حسابها نظريا بدقة كاملة بسبب عدم معرفتنا بالضبط مكونات ذلك الجسيمين وكيفية تفاعل الكواركات والجلوونات فيها.
وقد قام بوليكارب كوش وغيره في الخمسينات من القرن الماضي بتعيين معامل المغناطيسية الدورانية للإلكترون المرتبط بذرة، كما قام ريتشارد كرين  عام 1954 بتعيين معامل المغناطيسية الدورانية للإكترون الحر. كما قام فيرنون هيوس  بتعيين معامل المغناطيسية الدورانية للميون بواسطة تجربة أجراها في معمل بروكهافن الوطني وقام بنشر نتائجه عام 2002.
والمقارنة بين الحسابات النظرية ونتائج التجربة في تلك الحالة أصعب، ذلك لأن الحساب النظري لا يحصل على المعامل مباشرة وإنما يعتمد أيضا على ادخال بعض النتائج العملية الأخرى في الحساب.
وقد أظهر تحليل تم عام 2007 وجود عدم تطابق بين القياس والنتائج الحسابية المعتمدة على نظرية النموذج العياري. ولكن نشرت مقالة علمية قام بنشرها هاجيوارا وزملاؤه عام 2007 تبين تحسينا في الحسابات لنظرية لمسألة g-2 للميون.

## الصياغة الرياضية
يظهر معامل لاندي في الفيزياء الذرية كمعامل يضرب في مستويات طاقة لذرة مسلط عليها مجال مغناطيسي خارجي. والحالات الكمومية لإلكترونات موجودة في مدارات ذرية تكون عادة منفطره في مستويات للطاقة، بحيث تنتمي جميع المستويات المنفطرة إلى عزم زاوي واحد. وعندما توضع الذرة في مجال مغناطيسي ضعيف، فينتهي الانتماء وتنفصل مستويات الطاقة عن بعضها (قارن تأثير زيمان).
ويحتسب معامل لاندي  عن طريق حسابات نظرية اختلال (ميكانيكا الكم) من الدرجة الأولى لطاقة الذرة عندما تكون واقعة تحت تاثير مجال مغناطيسي ضعيف - أي يكون ضعيفا بالنسبة إلى المجال المغناطيسي الداخلي للذرة. ويمكن كتابة معامل لاندي كالآتي:

{\displaystyle g_{J}=g_{L}{\frac {J(J+1)-S(S+1)+L(L+1)}{2J(J+1)}}+g_{S}{\frac {J(J+1)+S(S+1)-L(L+1)}{2J(J+1)}}.}
حيث يكون معامل المغناطيسة المغزلية g-factor مساويا 1 للمدار، وعند إجراء التقريب بوضع {\displaystyle g_{S}=2}, في المعادلة السابقة، فتتبسط إلى الصيغة:
{\displaystyle g_{J}\approx {\frac {3}{2}}+{\frac {S(S+1)-L(L+1)}{2J(J+1)}}.}
في هذه المعادلة تعني:
J الزخم الزاوي الكلي للإلكترون،
L الزخم الزاوي للمدار،
S العزم المغزلي للإلكترون.
ونظرا لأن S=1/2  للإلكترونات، فتكتب تلك المعادلة أحيانا حيث يحل الكسر 3/4 محل (S(S+1 .
والكميات gL وgS
هي كميات أخرى لمعامل المغناطيسية الدوارة g-factor للإلكترون.
فإذا أردنا حساب معامل المغناطيسية الدورانية لذرة يبلغ فيها العزم الزاوي الكلي F=I+J ، نحصل على:
{\displaystyle g_{F}=g_{J}{\frac {F(F+1)-I(I+1)+J(J+1)}{2F(F+1)}}+g_{I}{\frac {F(F+1)+I(I+1)-J(J+1)}{2F(F+1)}}}
{\displaystyle \approx g_{J}{\frac {F(F+1)-I(I+1)+J(J+1)}{2F(F+1)}}}
ونستطيع إجراء هذا التقريب الأخير حيث أن
{\displaystyle g_{I}}
أصغر من {\displaystyle g_{J}}
بنسبة كتلة الإلكترون إلى كتلة البروتون.

## اقرأ أيضا
- ميكانيكا الكم
- ثابت كوري
- مغنطون بور
- مغناطيسية مسايرة
- مغنطون نووي
- نصف قطر بور
- تموج كمومي
- مبدأ عدم التأكد
- نسبة مغناطيسية دورانية
- حالة قاعية
- حالة إثارة
- نفق ميكانيكا الكم
- معادلة باولي